# Domagoj Ivan Milošević
Domagoj Ivan Milošević dr., (Zagreb, 5. siječnja 1970.) hrvatski političar, potpredsjednik Vlade za investicije u 11. Vladi Republike Hrvatske.

## Školovanje i usavršavanje
Diplomirao je 1996. godine na Medicinskom fakultetu Sveučilišta u Zagrebu. 2004. godine stekao titulu MBA na poslijediplomskom studiju poslovnoj školi IEDC (Bled School of Management). Predsjednik Nadzornog odbora Hrvatske udruge poslodavaca.

## Karijera
Njegov otac Radenko Milošević je bio direktor u Tvornici vatrogasnih aparata Pastor, a tu tvornicu je Milošević preuzeo 2000., zajedno s Danielom Šternom i Janislavom Šabanom.
- 1990. – 2000. Većinski vlasnik i predsjednik upravnog odbora Pastor grupe.
- 2010. Bivši član Nadzornog odbora Jadran Kapitala.
- 2008. član upravnog odbora Hrvatskih izvoznika
- član Nacionalnog vijeća za konkurentnost